# Tjeckoslovakiska nationella frihetskommittén

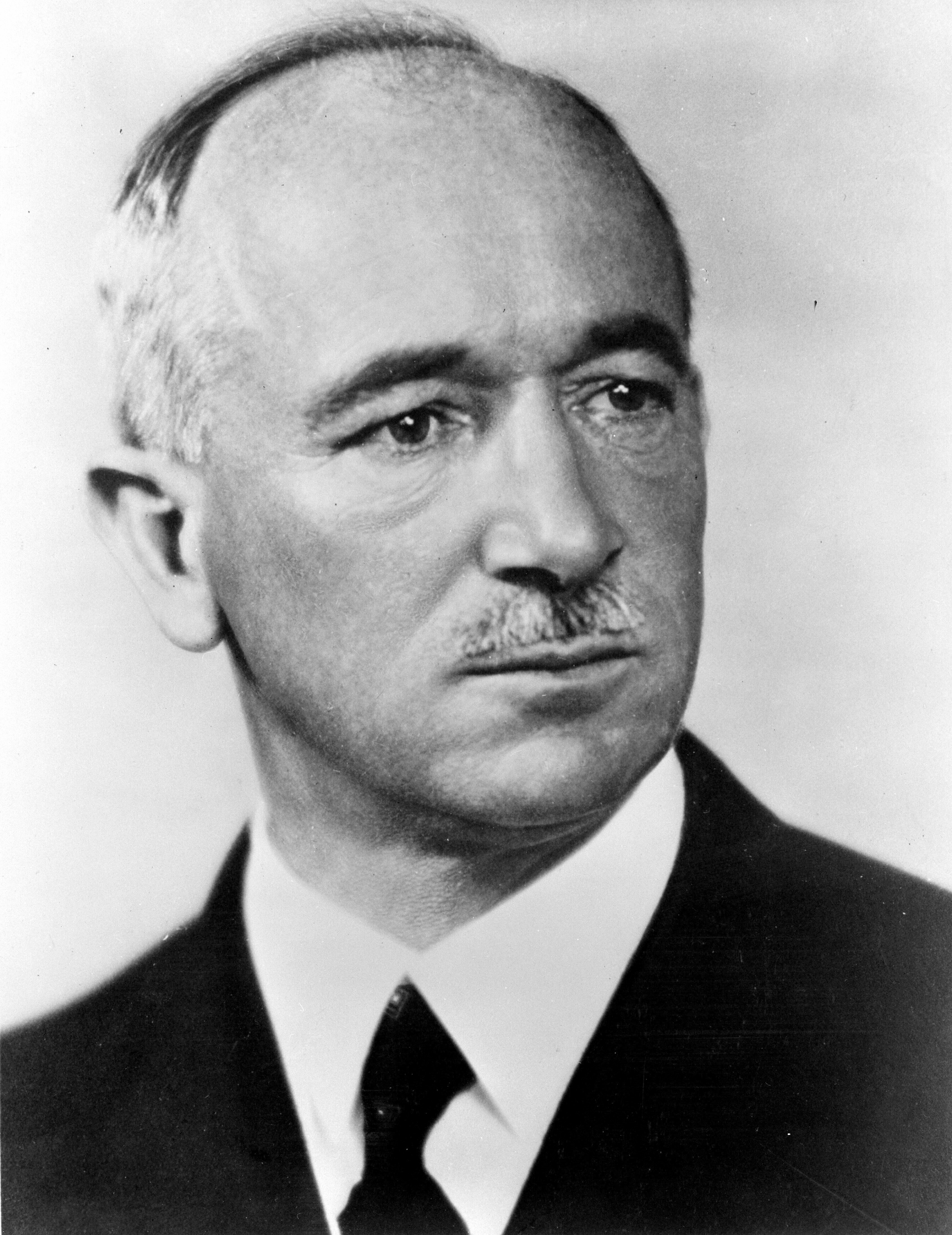
Edvard Beneš, den tjeckoslovakiska exilregeringens chef

Den tjeckoslovakiska nationella frihetskommittén, ibland provisoriska regeringen i Tjeckoslovakien, var Tjeckoslovakiens exilregering under andra världskriget. Benämningen myntades av Storbritannien, de första att ge regeringen diplomatiskt erkännande, och kom sedan att användas av andra allierade.
Kommittén grundades ursprungligen i Paris av den tjeckoslovakiske presidenten Edvard Beneš i oktober 1939 . Kommittén tvingades 1940 dra sig tillbaka till London efter att förhandlingarna med Frankrike rörande diplomatisk status brutit samman och den tyska invasionen av Frankrike inletts. För att undkomma blitzen upprättade man 1941 sitt högkvarter i Aston Abbots i Buckinghamshire 
Exilregeringen var Tjeckoslovakiens internationellt erkända regering under andra världskriget. Den var starkt antifascistisk. Bland annat arbetade man för att upphäva Münchenavtalet och därmed också den tyska ockupationen av Tjeckoslovakien samt att återge landet de gränser som gällde 1937. Av de länder som erkände regeringen ansågs den som republikens första.

## Översättning
Den här artikeln är helt eller delvis baserad på material från engelskspråkiga Wikipedia.